# Casa Veerkamp
Casa Veerkamp es de una empresa familiar fundada en 1908, dedicada a la venta de instrumentos musicales en la Ciudad de México.

## Historia

### Antecedentes
Entre 1869 y 1870, el presidente Benito Juárez y el canciller alemán Otto von Bismarck firmaron un tratado en el que se apoyaba la entrada de empresas alemanas al territorio nacional con el fin de comercializar productos alemanes, de la misma manera que se hacía ya con los franceses e ingleses. Posteriormente, en 1886, se consolidó el proceso de inmigración con la Ley de Extranjería y Naturalización. Aun siendo reducida, la presencia extranjera repercutió económicamente en el país en el campo industrial, comercial y bancario.
Las alemanes que llegaron a México se dividieron en tres sectores: las fincas cafetalera del sureste, las regiones mineras y los comerciantes en las grandes ciudades. Hacia 1853 se registraron varias empresas relacionadas con la música en el registro de importaciones, como Nagel y Cía., que traía productos de ferretería, mercería e instrumentos musicales; Schonian, que traía los mecanismos para fabricar pianos; y, de las más importantes, Wagner y Levien, que se enfocaba en la mercería, los instrumentos musicales y la edición musical.
En lo referente a la fabricación de instrumentos musicales, Alemania creció rápidamente los últimos años del siglo XIX incrementando sus ventas, su producción y su publicidad.
Mathias Hohner, un joven relojero, en 1857 creó una pequeña empresa dedicada a la producción de armónicas. Para 1880 ésta ya era una grande fábrica que poco a poco se fue ampliando incluso fuera de Alemania. En 1890 se comercializó el 96% de los instrumentos de Hohner en Norteamérica y se abrió una oficina en Nueva York en busca de nuevos mercados. 
En 1881 nació Federico Veerkamp en Kehl, Alemania. Su familia estaba ligada al comercio musical ya que su padre era agente comercial de la empresa Hohner vendiendo armónicas en Siberia. Federico, se incorporó joven a la casa Hohner como agente de ventas.

### Primeros años
En 1905 llega Federico Veerkamp a México como comisionista de Hohner con la labor de dar a conocer las armónicas en el país. Debido a que empezaban los preparativos para el centenario de la Independencia el ambiente musical era efervescente. Las presentaciones internacionales de zarzuelas y óperas, los conciertos y la música popular, hicieron que Federico se diera cuenta del mercado potencial existente en México. Captó que a los mexicanos les gusta cantar sus penas y alegrías, pero en aquella época los instrumentos musicales sólo estaban reservados para cierto sector.
Para entonces ya existía el Conservatorio Nacional de Música, así como escuelas y academias privadas. Los músicos más favorecidos contaban con el apoyo del presidente Díaz y de sus ministros, como fue Justo Sierra, de Instrucción Pública; y José Ives Limantour, de Hacienda, miembro honorario del Ateneo Musical, quien apoyaba la Orquesta del Conservatorio Nacional.  
Aún no existía la radio, así que había grupos que se presentaban en parques y plazas para llevar la música a quienes no podían acudir a eventos oficiales. La Orquesta Típica de Miguel Lerdo de Tejada se presentaba en el Bosque de Chapultepec y la banda de Policía en la Alameda Central.
En 1908 Federico se asocia con varios familiares y miembros de Hohner para fundar su propia empresa denominada F.A. Veerkamp, la cual se ubicó en la calle de Mesones número 21. Hohner fue la principal marca de venta para la empresa, la mercancía llegaba al puerto de Veracruz y se transportaba en tren a la Ciudad de México. 
Entre 1908 y 1914 se registraron 24 marcas de armónicas a nombre de Mathias Hohner. Con la idea de penetrar rápidamente en el mercado se dieron nombres a las armónicas con elementos característicos de lo cotidiano mexicano, como “La Estudiantina”, “El Tecolote”, “El Toro”, “El Charro” y “Las lindas mexicanas”. 
Con motivo del Centenario de la Independencia se promovió la armónica “El Centenario”, fabricada por Hohner. Para conmemorar tan importante acontecimiento Federico regaló al General Porfirio Díaz una armónica de oro, como este objeto precioso sólo se crearon dos, ambas de valor inestimable en la actualidad. Uno quedó en poder del presidente de México y el otro sigue siendo propiedad de la casa Veerkamp y se encuentra perfectamente resguardada.
A finales de 1910 inició la Revolución mexicana y con ella los niveles de vida en la ciudad bajaron, provocando que el ámbito cultural entrara en paro. Intelectuales y artistas, hostigados por los distintos ejércitos tuvieron que ocultarse o salirse del país. Los extranjeros, entre ellos Federico, recibieron protección por parte de los revolucionarios para evitar mayores líos internacionales. Sin embargo, la Revolución, aunada a la Primera Guerra Mundial, generó problemas para Veerkamp debido a la dificultad para importar los productos europeos, por lo que buscó diversificar sus productos en Nueva York.
Posteriormente, F. A. Veerkamp incorporó a la tienda la venta de artículos deportivos, aparatos electrodomésticos y aparatos de sonido.
En 1917, Estados Unidos cerró sus fronteras a los alemanes al unirse a la Triple Entente, generando un serio problema a Veerkamp porque además en México había muy pocos productores de instrumentos y los que había eran de guitarras o de instrumentos folclóricos. La única alternativa que quedó fue reparar instrumentos usados y venderlos como seminuevos. 
Hacia 1921, Federico Veerkamp registró la primera marca a su nombre, “Polyphon”, una representación de fonógrafos y accesorios. Alfredo Veerkamp, hermano de Federico, llegó a México en 1922 para asociarse en el negocio. Alfredo había trabajado anteriormente con la compañía Schuster que también se dedicaba a la música.
Un gran pensador de la época posrevolucionaria fue José Vasconcelos, encargado de la Secretaría de Educación Pública, quien creía que la superación del país se lograría con educación para todo el pueblo y con la expresión cultural y artística. Para esto, fundó el Departamento de Bellas Artes encargado de exaltar el gusto por la pintura, la escultura, la música y el canto (11).
El florecimiento del ámbito musical se dio con el rescate a la música popular, la búsqueda de sonoridades indígenas y las investigaciones sobre nuevas opciones musicales. Se desarrolló el danzón, el bolero, el corrido, las bandas y la trova. Asimismo llegaron a México ritmos como el fox trot, el charleston, el jazz y el tango. También se incrementaron las escuelas de música, los conciertos, las fiestas, serenatas y veladas.
Con la llegada de Alfredo, se introdujeron nuevas marcas y un amplio catálogo de instrumentos para comercializar. En los años veinte se adquirieron dos inmuebles en la calle de Regina, que colindaban con la tienda de Mesones; y en 1925 se registró la etiqueta F.A. Veerkamp que amparó instrumentos musicales y accesorios.
Los catálogos generales de Casa Veerkamp se constituían por distintas listas que agrupaban la mercancía por tipo o marcas, las cuales se actualizaban en función de precios y productos nuevos, y posteriormente se repartían entre casas comerciales y particulares para que hicieran pedidos. También se implementaron talleres de reparación para radios y fonógrafos, así como para afinaciones y encordado de raquetas. 
Tras la creación del Banco de México, Veerkamp abrió cuentas en la institución y cuando dejó de ser una institución de banca comercial, las mudó al Banco de Comercio.
En los años 20 hubo una gran revolución en ámbito sonoro en México. Veerkamp incorporó a sus tiendas la venta de radios, así como talleres para su compostura. En esta misma década muchas empresas alemanas fundaron consorcios que aportaban inversiones al país y en 1926 se creó la unión Alemana de Comercio, transformándose para 1929 en la Cámara Alemana de Comercio, para la cual Federico Veerkamp y su empresa participaron como socios fundadores. 
Durante el sexenio de Lázaro Cárdenas (1934-1940), se vivió una crisis económica en México debido a los cambios en el sector agrario, la expropiación petrolera y la de ferrocarriles. Esta crisis trajo problemas a F.A. Veerkamp por la dificultad que representaría mantener la estabilidad en sus precios. Sin embargo, los gobiernos federal y municipales impulsaron al ámbito musical con medidas como la declaración obligatoria de la educación musical y el apoyo a múltiples bandas musicales en los estados.

### Segunda Guerra Mundial
En 1938 F. A. Veerkamp cambió su denominación social a Casa Veerkamp S.A., misma que subsiste hasta la actualidad. Ese mismo año Federico y Alfredo recibieron la nacionalidad mexicana.
Al estallar la Segunda Guerra Mundial la compañía se vio afectada debido a la dificultad que generó la exportación de marcas europeas. Para abastecerse, al igual que en la Primera Guerra, se acudió a casas de empeño, mercados populares y a los pocos fabricantes que había en el país. 
En 1941 Estados Unidos presentó al gobierno mexicano el nombre de empresas que se suponían vinculadas con japoneses imperiales, alemanes nazis o italianos fascistas (muchas veces sólo tomando en cuenta el apellido). La embajada alemana solicitó protección para dichas empresas por parte del gobierno, pero el presidente Manuel Ávila Camacho contestó que no necesitaba recomendaciones y que cuidaría de la soberanía del país, rompiendo así las relaciones con Alemania.
En 1942 el gobierno mexicano declaró la guerra a los países del Eje, y creó la Junta de Administración de la Propiedad Extranjera para estudiar el caso de cada empresa, lo cual no fue fácil porque muchas de estas empresas estaban a nombre de alemanes nacionalizados mexicanos o nacidos en México. Los dueños de estas empresas intervenidas, entre ellas Casa Veerkamp, debían permanecer en la Ciudad de México. La Junta controlaría todos los movimientos contables de las empresas y las relaciones con el personal, nombrando interventores que supervisaban a los encargados de cada negocio. 
Al terminar la guerra en 1945, la empresa permaneció en manos del gobierno. Contaba con poca mercancía debido a que durante la guerra las fábricas de instrumentos estuvieron en paro o bajaron su producción, provocando que la empresa decayera. Fue hasta 1948 cuando Federico y Alfredo pudieron comprar la empresa al gobierno.

### Posguerra
La primera meta al recuperar la empresa fue restablecer las relaciones comerciales y a los proveedores, tanto locales como extranjeros, lo cual no era sencillo debido a la constante variación del tipo de cambio. La escasez y encarecimiento se agravó con la irrupción de un comercio ilegal que falsificaba las cuerdas musicales de la marca “El Cometa” perteneciente a Veerkamp.
Werner, hijo de Alfredo, se incorporó a la empresa hacia 1949 para trabajar en el sector administrativo junto a su tío Federico. En 1953 entró Walther, hijo de Federico, al área de compras, importaciones y tecnología con su tío Alfredo. De esta forma comenzó la transición hacia la segunda generación de la empresa.
Con el fin de restablecer el comercio entre México y Alemania, en 1954 se presentó una exposición industrial en la Ciudad Universitaria, donde se privilegiaba a la industria y la tecnología. Casa Veerkamp participó con un local en el que se presentó acordeones de Hohner, radios, televisores, fonógrafos, discos y una amplia gama de instrumentos musicales y accesorios.
En 1956 el gobierno alemán entregó a Federico Veerkamp una condecoración especial, la Cruz del Mérito de Primera Clase, por el apoyo a la industria musical alemana y a la promoción de la cultura. Al ya estar nacionalizado, tuvo que pedir autorización al Gobierno Mexicano para recibir dicha condecoración. 
En 1956, habiéndose ya incorporado la segunda generación, formada por Walther y Werner, los Veerkamp decidieron convertirse en productores. Fundaron una fábrica llamada Selva Negra Mexicana S.A., que empezó elaborando guitarras, el instrumento con mayor demanda en ese entonces. Ofrecía guitarras acústicas, de concierto, mandolinas, requintos y bajo sexto. También establecieron una planta de cuerdas musicales que hoy sigue operando.

### Expansión en la era de la música electrónica
En la década de los sesenta, con la introducción del Rock se incorporaron los instrumentos electrónicos, sobre todo guitarras eléctricas, órganos y teclados, junto con la anexión paulatina de micrófonos, sintetizadores y amplificadores. Asimismo, en función de la música latinoamericana, se logró consolidar un amplio repertorio de bongós, congas, maracas, güiros, la calabaza zamba, claves, entre otros. 
Con motivo de los Juegos Olímpicos de México 1968, se llevó a cabo una venta especial de reproducciones de instrumentos prehispánicos presentes en museos mexicanos y de uso popular y folclórico, como flautas de carrizo, jaranas lacandonas, teponaztles, violines huastecos, entre otros. 
En 1968 se creó Veerkamp S.A. Palacio de la Música, y en 1969 abrió sus puertas en la calle de Durango, con un nuevo servicio: el de la academia para quienes deseen aprender a tocar instrumentos. A partir de 1982 se abrieron diversas sucursales. 

### Devaluaciones y globalización
Los años setenta se caracterizaron por gran inestabilidad en la economía nacional, que se tradujo en problemas cambiarios, la disminución de ganancias y la generación de desempleo. En 1976, México vivió una inesperada devaluación, la primera que hubo desde 1954. Walther Veerkamp formó parte de un comité de importaciones del gobierno en el que se reunían representantes de las empresas más importantes y se repartían las cuotas de importación, beneficiando con mayores porcentajes a las más grandes.
En esa coyuntura, fue indispensable para Casa Veerkamp implantar una estrategia de precios. A finales de los setenta y principios de los ochenta la empresa sufrió una fuerte descapitalización, por lo que se tuvo que reestructurar a toda la compañía y a su personal. Se implantaron procesos que permitieron tener un mayor control sobre la mercancía, su estado, almacenamiento y surtido. 
A finales de los años setenta y principios de los ochenta, México se volvió una potencia petrolera. En 1981 la súbita caída de los precios del hidrocarburo se convirtió en una época de crisis económica que continuó en 1982 y se prolongó varios años más. Las devaluaciones y la inflación hicieron inabordable el mercado europeo, Casa Veerkamp tuvo que comenzar la importación de Japón y Corea. El gobierno chino envió una invitación a Walther Veerkamp para que asistiera a su feria de instrumentos.  Tiempo después, al haber discrepancias con los socios extranjeros por dificultades financieras, la parte mexicana adquirió la totalidad de las acciones de la empresa.
La década de los noventa fue en el mundo la de la entrada clara a la globalización. Para conservar su posición de liderazgo en el mercado nacional, Casa Veerkamp hizo una nueva reestructuración: se convirtió en Grupo, reubicó sus operaciones al mayoreo y reestructuró la forma de atender al menudo. Asimismo, cerró sus fábricas de guitarras y de cuerdas. Tiempo después inició la transición de la segunda a la tercera generación de la familia, ya totalmente mexicana, proceso finalizado en 2003.
Así, el Grupo que comenzó en 1908 por la pequeña tienda de Federico Veerkamp tiene hoy Casa Veerkamp, Veerkamp Mesones, seis academias musicales y siete tiendas de nombre “Palacio de la Música”, ubicadas en el mismo número de centros comerciales de la Ciudad de México. Asimismo, continúa sus funciones de distribución de instrumentos a lo largo y ancho del territorio nacional. 